# Municipio de Prairie Dog (condado de Decatur)
El municipio de Prairie Dog (en inglés: Prairie Dog Township) es un municipio ubicado en el condado de Decatur en el estado estadounidense de Kansas. En el año 2010 tenía una población de 38 habitantes y una densidad poblacional de 0,41 personas por km².

## Geografía
El municipio de Prairie Dog se encuentra ubicado en las coordenadas 39°36′25″N 100°33′58″O / 39.60694, -100.56611. Según la Oficina del Censo de los Estados Unidos, el municipio tiene una superficie total de 92.66 km², de la cual 92,65 km² corresponden a tierra firme y (0,01 %) 0,01 km² es agua.

## Demografía
Según el censo de 2010, había 38 personas residiendo en el municipio de Prairie Dog. La densidad de población era de 0,41 hab./km². De los 38 habitantes, el municipio de Prairie Dog estaba compuesto por el 100 % blancos. Del total de la población el 0 % eran hispanos o latinos de cualquier raza.